# Elizabeta I. Angleška
Elizabeta I. (tudi Gloriana, dobra kraljica Bess (Good Queen Bess) ali deviška kraljica (nikoli se ni poročila)), kraljica Anglije in Irske, * 7. september 1533, † 24. marec 1603. Vladala je od 17. novembra 1558 do svoje smrti. Bila je zadnja od petih monarhov iz hiše Tudorjev.
Elizabeta je bila hči Henrika VIII. in Anne Boleyn, njegove druge žene, ki je bila usmrčena dve leti in pol po Elizabetinem rojstvu. Annina poroka s Henrikom je bila razveljavljena, Elizabeta pa je bila razglašena za nelegitimno princeso. Njen polbrat Edvard VI. je vladal do svoje smrti leta 1553 in zapustil krono Lady Jani Grey, s tem pa je nasprotoval zakonu in ignoriral svoji dve polsestri, rimokatoliško Marijo in mlajšo Elizabeto. Edvardova oporoka je bila razveljavljena, s čimer je Marija postala kraljica in odstavila Jano Grey. Med Marijino vladavino je bila Elizabeta skoraj leto dni zaprta zaradi suma, da podpira protestantske upornike.
Po smrti svoje polsestre leta 1558 je Elizabeta nasledila prestol in se odločila vladati po dobrih nasvetih. Močno je bila odvisna od skupine zaupanja vrednih svetovalcev, ki jo je vodil William Cecil, prvi baron Burghley. Eno njenih prvih dejanj je bila ustanovitev angleške protestantske cerkve, katere vrhovni poglavar je postala. Ta elizabetanska verska ločina se je razvila v Angleško cerkev. Pričakovalo se je, da se bo Elizabeta poročila in rodila dediča, vendar do tega kljub številnim dvorjenjem ni nikoli prišlo. Po smrti jo je nasledil njen sorodnik Jakob VI. Škotski, ki je postavil temelje Kraljestvu Velike Britanije. Pred tem je bila Elizabeta odredila zaprtje in usmrtitev Jakobove matere Marije, škotske kraljice.
Pri vladanju je bila Elizabeta zmernejša od očeta, polbrata in polsestre. Eno od njenih vodil je bil rek Video et taceo (Vidim in molčim). Tudi glede religije je bila razmeroma strpna in se je izogibala sistematičnemu preganjanju. Leta 1570 jo je papež razglasil za nelegitimno vladarico in njene podložnike odvezal poslušnosti, zato je bilo njeno življenje večkrat ogroženo zaradi več zarot, ki pa so bile s pomočjo tajne službe njenih ministrov vse odbite. Elizabeta je bila previdna tudi pri zunanjih zadevah in je manevrirala med glavnima silama Francijo in Španijo. Le polovično je podprla številne neučinkovite pomanjkljive vojaške kampanje na Nizozemskem, v Franciji in na Irskem. Sredi 80-ih let 16. stoletja se Anglija ni mogla več izogniti vojni s Španijo. Angleška zmaga proti španski armadi leta 1588 je Elizabeto povezala z eno največjih vojaških zmag v angleški zgodovini.
S staranjem so Elizabeto vedno bolj slavili zaradi njene deviškosti. Okoli nje je zrasel kult osebnosti, ki so ga slavili s portreti, tekmovanji in literaturo. Obdobje njene vladavine je postalo znano kot elizabetinska doba. To obdobje slovi zaradi razcveta angleške drame z velikimi dramatiki, kot sta William Shakespeare in Christopher Marlowe, ter po pomorski moči angleških pustolovcev, kot je Francis Drake. Nekateri zgodovinarji Elizabeto opisujejo kot drzno, a včasih neodločno vladarico. Proti koncu njene vladavine je vrsta ekonomskih in vojaških težav oslabila njeno priljubljenost. Elizabeti se pripisuje karizmatičnost, ki ji je z naporom uspelo preživeti v dobi, ko je bila vlada nestabilna in so se monarhi v sosednjih državah soočali z notranjimi težavami, ki so ogrožale njihov prestol. Po obdobju kratkih vladavin njenega polbrata in polsestre je njenih 44 let na prestolu kraljestvu prineslo nujno potrebno stabilnost in pomagalo oblikovati občutek narodne identitete.

## Zgodnje življenje
Elizabeta se je rodila v palači Greenwich in je dobila ime po svojih babicah, Elizabeti Yorški in Elizabeti Howard. Bila je drugi otrok kralja Henrika VIII. Angleškega, ki je bil rojen v zakonski zvezi in je preživel otroštvo. Njena mati je bila Henrikova druga žena Anne Boleyn. Ob rojstvu je Elizabeta postala prestolonaslednica. Njena starejša polsestra Marija je izgubila položaj zakonite naslednice, ko je Henrik razveljavil svoj zakon z njeno materjo Katarino Aragonsko, da bi se poročil z Ano, ki bi mu naj rodila moškega dediča in tako zagotovila naslednika Tudorja. Elizabeta je bila krščena 10. septembra 1533. Njeni botri so bili nadškof Thomas Cranmer, markiza Exeterska, vojvodinja Norfolška in vdova markiza Dorseta.
Elizabeta je bila stara dve leti in osem mesecev, ko je bila njena mati 19. maja 1536 obglavljena, štiri mesece po naravni smrti Katarine Aragonske. Elizabeta je bila razglašena za nelegitimno naslednico in je ostala brez mesta prestolonaslednice. Enajst dni po usmrtitvi Anne Boleyn se je Henrik poročil z Jano Seymour, ki je umrla kmalu po rojstvu njunega sina Edvarda leta 1537. Edvard je ob svojem rojstvu postal nesporni prestolonaslednik. Elizabeta je bila umeščena v njegovo gospodinjstvo in je ob njegovem krstu nosila krstno krpo.
Elizabetina prva guvernanta Margaret Bryan je zapisala, da je bila do nje zelo nežna. Leta 1537 je bila za Elizabetino guvernanto imenovana Catherine Champernowne, pozneje poročena in bolj znana kot Catherine ''Kat'' Ashley, ki je ostala Elizabetina prijateljica vse do svoje smrti leta 1565. Champernownova je Elizabeto učila štirih jezikov: francoščine, nizozemščine, italijanščine in španščine. Do leta 1544, ko je njen učitelj postal William Grindal, je Elizabeta že znala pisati v angleščini, latinščini in italijanščini. Grindal je bil nadarjen in spreten učitelj, zato je napredovala tudi v francoščini in grščini. Do 12. leta starosti je prevedla versko delo svoje mačehe Katarine Parr Molitve ali meditacije (Prayers or Meditations) iz angleščine v italijanščino, latinščino in francoščino, kar je očetu podarila kot novoletno darilo. Od najstniških let naprej je vse življenje prevajala številna klasična dela iz latinščine in grščine, med drugim Pro Marcello (Cicero), De consolatione philosophiae (Boetij), Plutarhove razprave in Annals (Tacit). Prevod Tacita iz knjižnice palače Lambeth, eden od le štirih ohranjenih prevodov v angleščino iz zgodnje moderne dobe, je bil po opravljeni podrobni analizi rokopisa in papirja leta 2019 potrjen kot njen lastni prevod.
Po Grindalovi smrti leta 1548 je Elizabeto poučeval učitelj princa Edvarda Roger Ascham, ki je verjel, da mora biti učenje zanimivo. Današnje znanje o Elizabetinem šolanju izhaja predvsem iz Aschamovih spominov. Ko se je njeno formalno izobraževanje leta 1550 končalo, je bila Elizabeta ena najbolje izobraženih žensk svoje generacije. Ob koncu življenja je Elizabeta poleg predhodno naštetih jezikov govorila tudi valižanščino, kornijščino, škotščino in irščino. Beneška veleposlanica je leta 1603 zapisala, da je Elizabeta te jezike obvladala tako temeljito, kot bi bili njeni materni jeziki. Zgodovinar Mark Stoyle je trdil, da jo je kornijščino verjetno učil William Killigrew, ki je pozneje bil zaposlen pri državni blagajni.

## Thomas Seymour
Henrik VIII. je umrl leta 1547 in Elizabetin polbrat, Edvard VI., je postal kralj pri devetih letih. Catherine Parr, Henryjeva vdova, se je kmalu poročila s Thomasom Seymourjem, 1. baronom Seymourjem Sudeleyja, stricem Edvarda VI. in bratom lorda protektorja Edwarda Seymourja, 1. vojvode Somerseta. Par je Elizabeto vzel v svoje gospodinjstvo v Chelseaju. Tam je Elizabeta doživela čustveno krizo, za katero nekateri zgodovinarji verjamejo, da jo je prizadela do konca življenja. Thomas Seymour je 14-letno Elizabeto zlorabljal, med drugim je vstopil v njeno spalnico v spalni srajci, jo žgečkal in udarjal po zadnjici. Elizabeta je zgodaj vstajala in se obdala s služkinjami, da bi se izognila njegovim neljubim jutranjim obiskom. Parrova se je možu pri dejanjih pridružila, namesto da ga soočila zaradi njegovih neprimernih dejavnosti. Dvakrat ga je spremljala pri žgečkanju Elizabete, enkrat pa jo je držala, medtem ko je on njeno črno obleko rezal »na tisoč kosov«. Ko ju je Parrova našla v objemu, je zadevo končala. Maja 1548 so Elizabeto poslali stran.
Thomas Seymour je kljub temu nadaljeval s poskusi prevzema nadzora nad kraljevo družino in se poskušal sam imenovati za kraljevega guvernerja. Ko je Parrova umrl po porodu 5. septembra 1548, se je ponovno posvetil Elizabeti z namenom, da bi se z njo poročil. Njena guvernanta Kat Ashley, ki je imela Seymourja rada, je skušala prepričati Elizabeto, naj ga vzame za moža. Nagovarjala jo je, naj piše Seymourju in ga »potolaži v njegovi žalosti«, vendar je Elizabeta trdila, da Thomas ni tako prizadet zaradi mačehine smrti, da bi potreboval tolažbo.
Januarja 1549 je bil Seymour aretiran in zaprt v Towerju zaradi suma zarote, da bi odstavil svojega brata vojvodo Somerseta kot kraljevega zaščitnika, poročil Jano Grey s kraljem Edvardom VI. in vzel Elizabeto za svojo ženo. Elizabeta, ki je živela v Hatfield Houseu, ni hotela priznati ničesar. Njena trma je razjezila njenega zasliševalca Roberta Tyrwhitta, ki je poročal: »Na njenem obrazu res vidim, da je kriva.« Seymour je bil obglavljen 20. marca 1549.

## Vladavina Marije I.
Edvard VI. je umrl 6. julija 1553, star 15 let. Njegova oporoka ni upoštevala Zakona o nasledstvu krone iz leta 1543, saj je iz nasledstva izključila tako Marijo kot Elizabeto. Namesto njiju je za svojo dedinjo določil Lady Jano Grey, vnukinjo mlajše sestre Henrika VIII., Marije Tudor, francoske kraljice. Tajni svet je Jano razglasil za kraljico, vendar je njena podpora hitro padla in po devetih dneh je bila odstavljena. 3. avgusta 1553 je Marija zmagoslavno prijahala v London z Elizabeto ob sebi. Solidarnost med sestrama ni trajala dolgo. Marija, predana katoličanka, je bila odločena zatreti protestantsko vero, v kateri je bila vzgojena Elizabeta, in je ukazala, naj se vsi udeležijo katoliških maš. Elizabeta se je morala navzven prilagoditi. Marijina začetna priljubljenost je upadla leta 1554, ko je objavila namero, da se bo poročila s Filipom Španskim, sinom cesarja Svetega rimskega cesarstva Karla V. in aktivnim katoličanom. Nezadovoljstvo se je hitro razširilo po državi in mnogi so na Elizabeto gledali kot na središče svojega nasprotovanja Marijini verski politiki.
Januarja in februarja 1554 je izbruhnil Wyattov upor, ki pa je bil kmalu zatrt. Elizabeto so privedli na sodišče in jo zasliševali glede njene vloge. 18. marca so jo zaprli v londonski Tower. Elizabeta je goreče protestirala in prisegala svojo nedolžnost. Čeprav je malo verjetno, da je spletkarila z uporniki, je bilo znano, da so se ji nekateri od njih približali. Marijin najbližji zaupnik, veleposlanik cesarja Karla Simon Renard, je trdil, da njen prestol ne bo nikoli varen, dokler bo Elizabeta živa. Z lordom kanclerjem Stephenom Gardinerjem sta si prizadevala, da bi Elizabeti sodili. Elizabetini podporniki v vladi, vključno z Williamom Pagetom, prvim baronom Pagetom, so prepričali Marijo, da je prizanesla svoji sestri, ker proti njej ni bilo trdnih dokazov. Namesto tega so 22. maja Elizabeto preselili iz Towerja v Woodstock, kjer je preživela skoraj eno leto v hišnem priporu pod nadzorom Henryja Bedingfelda. Množice so jo vzklikale vso pot.
17. aprila 1555 je bila Elizabeta poklicana na dvor, da bi prisostvovala zadnji fazi Marijine domnevne nosečnosti. Če bi Marija in njen otrok umrla, bi Elizabeta postala kraljica, v primeru rojstva zdravega otroka pa bi se Elizabetine možnosti, da postane kraljica, močno zmanjšale. Ko je postalo jasno, da Marija ni noseča, ni nihče več verjel, da bi še lahko imela otroka. Elizabetino nasledstvo se je zdelo zagotovljeno.
Kralj Filip, ki se je na španski prestol povzpel leta 1556, je priznal novo politično realnost in stavil na svojo svakinjo. Bila je boljša zaveznica kot glavna alternativa - Marija, škotska kraljica, ki je odraščala v Franciji in bila zaročena s francoskim dofenom. Ko je njegova žena leta 1558 zbolela, je kralj Filip poslal grofa Feria, da se posvetuje z Elizabeto. Ta pogovor je bil opravljen v Hatfield Houseu, kamor se je vrnila oktobra 1555. Do oktobra 1558 je Elizabeta že delala načrte za svojo vlado. Marija je Elizabeto priznala za svojo naslednico 6. novembra 1558. Elizabeta je postala kraljica na dan Marijine smrti 17. novembra 1558.

## Nastop vladavine
Elizabeta je postala kraljica pri 25-ih letih in je svoje namere razglasila svojemu svetu in drugim dostojanstvenikom, ki so prišli v Hatfield, da bi ji prisegli zvestobo. Njen govor predstavlja prvi zapis njenega prevzema srednjeveške politične teologije vladarjevih ''dveh teles'': naravnega in političnega telesa:
»Gospoda moja, naravni zakon me žene k žalosti za mojo sestro. Breme, ki je padlo name, me je osupnilo, a je kljub temu, glede na to, da sem božje bitje, odrejeno, da ubogam Njegovo imenovanje. Temu se bom vdala in si iz dna srca želela, da bi lahko imela pomoč Njegove milosti, da bi bila minister Njegove nebeške volje v tej službi, ki je zdaj zaupana meni. In ker sem po naravi le eno telo, čeprav z Njegovim dovoljenjem politično telo za upravljanje, si želim, da bi mi bili vsi pomočniki, da bi jaz s svojo vladavino in vi s svojo službo dobro služili vsemogočnemu Bogu in lajšali življenje našim zanamcem na zemlji. Vsa svoja dejanja nameravam usmerjati z dobrimi nasveti.«
Ko je zmagoslavno šla čez mesto na predvečer slovesnosti kronanja, so jo meščani z vsem srcem sprejeli in pozdravili z govori, večinoma z močnim protestantskim pridihom. Elizabetini odprti in prijazni odzivi so ji pridobili priljubljenost med ljudmi, ki so bili "čudovito navdušeni". Naslednji dan, 15. januarja 1559, na datum, ki ga je izbral njen astrolog John Dee, je Elizabeto v Westminstrski opatiji kronal in mazilil Owen Oglethorpe, katoliški škof Carlisla. Nato so jo ljudje pozdravljali med oglušujočim zvokom orgel, godb, trobent, bobnov in zvonov. Čeprav je bila Elizabeta v Angliji sprejeta kot kraljica, je v državi še vedno vladala zaskrbljenost zaradi zaznane katoliške grožnje doma in v tujini, pa tudi glede izbire, s kom se bo poročila.

## Cerkev
Zgodovinarji so veliko razpravljali o Elizabetinih osebnih verskih prepričanjih. Bila je protestantka, vendar je obdržala katoliške simbole (kot je razpelo) in omalovaževala vlogo pridig v nasprotju s ključnim protestantskim prepričanjem.
Elizabeta in njeni svetovalci so zaznali grožnjo katoliške križarske vojne proti krivoverski Angliji. Kraljica je zato iskala protestantsko rešitev, ki ne bi preveč užalila katoličanov, hkrati pa bi naslavljala želje angleških protestantov, vendar ne bi tolerirala puritancev, ki so si prizadevali za daljnosežne reforme. Posledično je parlament leta 1559 začel sprejemati zakonodajo za cerkev, ki je temeljila na protestantskem odloku Edvarda VI. z monarhom kot poglavarjem, vendar s številnimi katoliškimi elementi, kot so oblačila.
Zgornji dom parlamenta je z veliko večino podprl predloge, vendar je zakon o prevladi naletel na nasprotovanje v lordski zbornici, zlasti škofov. Elizabeta je imela srečo, da je bilo takrat veliko škofovskih mest praznih, vključno s canterburyjsko nadškofijo. To je podpornikom omogočilo, da so preglasovali škofe in konzervativce. Kljub temu je bila Elizabeta prisiljena sprejeti naziv vrhovne guvernerke anglikanske cerkve namesto bolj spornega naslova vrhovnega poglavarja, za katerega so mnogi menili, da je ženska nesprejemljiva za to vlogo. Nov zakon o nadvladi je vstopil v veljavo 8. maja 1559. Vsi javni uradniki so bili prisiljeni priseči na zvestobo monarhu kot vrhovnemu guvernerju ali pa so tvegali odstavitev s položaja. Krivoverski zakoni so bili razveljavljeni, da bi se izognili ponovitvi Marijinega preganjanja drugače mislečih. Istočasno je bil sprejet nov zakon o enotnosti, ki je uvedel obveznost obiska cerkve in uporabo Knjige skupne molitve (Book of Common Prayer) iz leta 1559 (prilagojena različica molitvenika iz leta 1552). Določili so kazni za neudeležbo ali odpoved, vendar te niso bile ekstremne.

## Vprašanje glede zakona
Od začetka Elizabetine vladavine se je pričakovalo, da se bo poročila, in postavilo se je vprašanje, s kom. Čeprav je prejela veliko ponudb, se ni nikoli poročila in je ostala brez otrok. Razlogi za to niso jasni. Zgodovinarji ugibajo, da jo je Thomas Seymour odvrnil od seksualnih razmerij. Do svojega petdesetega leta je razmišljala o več snubcih. Zadnji ji je dvoril 22 let mlajši Franc, vojvoda Anžujski. Medtem ko bi po eni strani tvegala izgubo moči, kot jo je njena polsestra, ki je bila pod vplivom španskega kralja Filipa II., bi po drugi strani poroka ponudila možnost dediča. Izbira moža bi obenem lahko izzvala tudi politično nestabilnost ali celo upor.

### Robert Dudley
Spomladi 1559 je postalo očitno, da je Elizabeta zaljubljena v svojega prijatelja iz otroštva Roberta Dudleyja, vojvodo Leicesterskega. Govorilo se je, da njegova žena Amy trpi za "boleznijo v eni od dojk" in da se bo kraljica poročila z Dudleyjem, če bo njegova žena umrla. Do jeseni 1559 se je več tujih snubcev potegovalo za Elizabetino roko. Njihovi nepotrpežljivi odposlanci so se zapletali v vse bolj škandalozne pogovore in govorili, da poroka z njenim ljubljencem v Angliji ni zaželena: »Ni človeka, ki ne bi z ogorčenjem gledal nanj in nanjo ... Ne bo se poročila z nikomer drugim kot Robertom.« Amy Dudley je umrla septembra 1560 zaradi padca po stopnicah in kljub ugotovitvi mrliške preiskave, da je šlo za nesrečo, je veliko ljudi sumilo, da je za njeno smrt poskrbel njen mož, da bi se lahko poročil s kraljico. Elizabeta je nekaj časa resno razmišljala o poroki z Dudleyjem. Vendar so William Cecil, Nicholas Throckmorton in še nekateri konzervativni svetovalci jasno izrazili svoje neodobravanje. Pojavile so se celo govorice, da se bo plemstvo uprlo, če bo prišlo do poroke.
Kljub drugim možnim kandidatom za poroko s kraljico je Robert Dudley še naprej veljal za glavnega kandidata še skoraj desetletje. Elizabeta je bila izjemno ljubosumna na njegovo izkazovanje naklonjenosti drugim tudi takrat, ko se ni več nameravala poročiti z njim. Leta 1564 je Dudleyja povzdignila v grofa Leicesterskega. Leta 1578 se je naposled poročil z Lettice Knollys, do katere je kraljica zmeraj izkazovala nezadovoljstvo in vseživljenjsko sovraštvo. Kljub temu je Dudley vedno "ostal v središču [Elizabetinega] čustvenega življenja", kot je situacijo opisala zgodovinarka Susan Doran. Umrl je kmalu po zmagi nad špansko armado leta 1588. Po Elizabetini smrti je bilo med njenimi najbolj osebnimi predmeti najdeno njegovo sporočilo, označeno kot "njegovo zadnje pismo" v njenem rokopisu.

## Zanimivosti
Sir Francis Drake je za časa njene vladavine kot prvi Anglež obplul svet, Francis Bacon je predstavil svoje filozofske in politične nazore, pod siroma Walterjem Raleighom in Humphreyjem Gilbertom pa se je začela tudi britanska kolonizacija Severne Amerike.
S kraljevskimi patenti je ustanovila nekatere znamenite organizacije, kot sta kolidž Svete Trojice v Dublinu (1592) in Britanska vzhodnoindijska družba (1600).
Njeno vladavino je zaznamovalo previdno podeljevanje naslovov in dostojanstev. V angleškem plemstvu so bile v času njenega vladanja nove časti podeljene samo osemkrat: enkrat grofovske in sedemkrat baronske, v irskem pa samo enkrat baronske. Elizabeta je prav tako zmanjšala število članov tajnega državnega sveta (Privy Council) iz 39 na 19, kasneje celo na 14.
Po Elizabeti, deviški kraljici, so imenovali nekdanjo angleško kolonijo v Severni Ameriki in današnjo zvezno državo ZDA, Virginijo.

## Rodovnik
|  |                                           |  |  |  |  |  |  |  |  |  |  |  |  |  |  |  |
|  | 16. Owen Tudor                            |  |  |  |  |  |  |  |  |  |  |  |  |  |  |  |
|  |                                           |  |  |  |  |  |  |  |  |  |  |  |  |  |  |  |
|  |                                           |  |  |  |  |  |  |  |  |  |  |  |  |  |  |  |
|  | 8. Edmund Tudor, grof Richmondski         |  |  |  |  |  |  |  |  |  |  |  |  |  |  |  |
|  |                                           |  |  |  |  |  |  |  |  |  |  |  |  |  |  |  |
|  |                                           |  |  |  |  |  |  |  |  |  |  |  |  |  |  |  |
|  | 17. Katarina Valoiška                     |  |  |  |  |  |  |  |  |  |  |  |  |  |  |  |
|  |                                           |  |  |  |  |  |  |  |  |  |  |  |  |  |  |  |
|  |                                           |  |  |  |  |  |  |  |  |  |  |  |  |  |  |  |
|  | 4. Henrik VII. Angleški                   |  |  |  |  |  |  |  |  |  |  |  |  |  |  |  |
|  |                                           |  |  |  |  |  |  |  |  |  |  |  |  |  |  |  |
|  |                                           |  |  |  |  |  |  |  |  |  |  |  |  |  |  |  |
|  | 18. John Beaufort, vojvoda Somersetski    |  |  |  |  |  |  |  |  |  |  |  |  |  |  |  |
|  |                                           |  |  |  |  |  |  |  |  |  |  |  |  |  |  |  |
|  |                                           |  |  |  |  |  |  |  |  |  |  |  |  |  |  |  |
|  | 9. Lady Margaret Beaufort                 |  |  |  |  |  |  |  |  |  |  |  |  |  |  |  |
|  |                                           |  |  |  |  |  |  |  |  |  |  |  |  |  |  |  |
|  |                                           |  |  |  |  |  |  |  |  |  |  |  |  |  |  |  |
|  | 19. Margaret Beauchamp Bletsojska         |  |  |  |  |  |  |  |  |  |  |  |  |  |  |  |
|  |                                           |  |  |  |  |  |  |  |  |  |  |  |  |  |  |  |
|  |                                           |  |  |  |  |  |  |  |  |  |  |  |  |  |  |  |
|  | 2. Henrik VIII. Angleški                  |  |  |  |  |  |  |  |  |  |  |  |  |  |  |  |
|  |                                           |  |  |  |  |  |  |  |  |  |  |  |  |  |  |  |
|  |                                           |  |  |  |  |  |  |  |  |  |  |  |  |  |  |  |
|  | 20. Rihard Plantagenet, vojvoda Yorški    |  |  |  |  |  |  |  |  |  |  |  |  |  |  |  |
|  |                                           |  |  |  |  |  |  |  |  |  |  |  |  |  |  |  |
|  |                                           |  |  |  |  |  |  |  |  |  |  |  |  |  |  |  |
|  | 10. Edvard IV. Angleški                   |  |  |  |  |  |  |  |  |  |  |  |  |  |  |  |
|  |                                           |  |  |  |  |  |  |  |  |  |  |  |  |  |  |  |
|  |                                           |  |  |  |  |  |  |  |  |  |  |  |  |  |  |  |
|  | 21. Cecilija Neville                      |  |  |  |  |  |  |  |  |  |  |  |  |  |  |  |
|  |                                           |  |  |  |  |  |  |  |  |  |  |  |  |  |  |  |
|  |                                           |  |  |  |  |  |  |  |  |  |  |  |  |  |  |  |
|  | 5. Elizabeta Yorška                       |  |  |  |  |  |  |  |  |  |  |  |  |  |  |  |
|  |                                           |  |  |  |  |  |  |  |  |  |  |  |  |  |  |  |
|  |                                           |  |  |  |  |  |  |  |  |  |  |  |  |  |  |  |
|  | 22. Richard Woodville, grof Riverški      |  |  |  |  |  |  |  |  |  |  |  |  |  |  |  |
|  |                                           |  |  |  |  |  |  |  |  |  |  |  |  |  |  |  |
|  |                                           |  |  |  |  |  |  |  |  |  |  |  |  |  |  |  |
|  | 11. Elizabeth Woodville                   |  |  |  |  |  |  |  |  |  |  |  |  |  |  |  |
|  |                                           |  |  |  |  |  |  |  |  |  |  |  |  |  |  |  |
|  |                                           |  |  |  |  |  |  |  |  |  |  |  |  |  |  |  |
|  | 23. Jacquetta Luxembourška                |  |  |  |  |  |  |  |  |  |  |  |  |  |  |  |
|  |                                           |  |  |  |  |  |  |  |  |  |  |  |  |  |  |  |
|  |                                           |  |  |  |  |  |  |  |  |  |  |  |  |  |  |  |
|  | 1. Elizabeta I. Angleška                  |  |  |  |  |  |  |  |  |  |  |  |  |  |  |  |
|  |                                           |  |  |  |  |  |  |  |  |  |  |  |  |  |  |  |
|  |                                           |  |  |  |  |  |  |  |  |  |  |  |  |  |  |  |
|  | 24. Geoffrey Boleyn                       |  |  |  |  |  |  |  |  |  |  |  |  |  |  |  |
|  |                                           |  |  |  |  |  |  |  |  |  |  |  |  |  |  |  |
|  |                                           |  |  |  |  |  |  |  |  |  |  |  |  |  |  |  |
|  | 12. William Boleyn                        |  |  |  |  |  |  |  |  |  |  |  |  |  |  |  |
|  |                                           |  |  |  |  |  |  |  |  |  |  |  |  |  |  |  |
|  |                                           |  |  |  |  |  |  |  |  |  |  |  |  |  |  |  |
|  | 25. Lady Ann Hoo                          |  |  |  |  |  |  |  |  |  |  |  |  |  |  |  |
|  |                                           |  |  |  |  |  |  |  |  |  |  |  |  |  |  |  |
|  |                                           |  |  |  |  |  |  |  |  |  |  |  |  |  |  |  |
|  | 6. Thomas Boleyn, grof Wiltshireški       |  |  |  |  |  |  |  |  |  |  |  |  |  |  |  |
|  |                                           |  |  |  |  |  |  |  |  |  |  |  |  |  |  |  |
|  |                                           |  |  |  |  |  |  |  |  |  |  |  |  |  |  |  |
|  | 26. Thomas Butler, grof Ormondski         |  |  |  |  |  |  |  |  |  |  |  |  |  |  |  |
|  |                                           |  |  |  |  |  |  |  |  |  |  |  |  |  |  |  |
|  |                                           |  |  |  |  |  |  |  |  |  |  |  |  |  |  |  |
|  | 13. Lady Margaret Butler                  |  |  |  |  |  |  |  |  |  |  |  |  |  |  |  |
|  |                                           |  |  |  |  |  |  |  |  |  |  |  |  |  |  |  |
|  |                                           |  |  |  |  |  |  |  |  |  |  |  |  |  |  |  |
|  | 27. Anne Hankford                         |  |  |  |  |  |  |  |  |  |  |  |  |  |  |  |
|  |                                           |  |  |  |  |  |  |  |  |  |  |  |  |  |  |  |
|  |                                           |  |  |  |  |  |  |  |  |  |  |  |  |  |  |  |
|  | 3. Anne Boleyn                            |  |  |  |  |  |  |  |  |  |  |  |  |  |  |  |
|  |                                           |  |  |  |  |  |  |  |  |  |  |  |  |  |  |  |
|  |                                           |  |  |  |  |  |  |  |  |  |  |  |  |  |  |  |
|  | 28. John Howard, vojvoda Norfolški        |  |  |  |  |  |  |  |  |  |  |  |  |  |  |  |
|  |                                           |  |  |  |  |  |  |  |  |  |  |  |  |  |  |  |
|  |                                           |  |  |  |  |  |  |  |  |  |  |  |  |  |  |  |
|  | 14. Thomas Howard, grof Norfolški         |  |  |  |  |  |  |  |  |  |  |  |  |  |  |  |
|  |                                           |  |  |  |  |  |  |  |  |  |  |  |  |  |  |  |
|  |                                           |  |  |  |  |  |  |  |  |  |  |  |  |  |  |  |
|  | 29. Catherine de Moleyns                  |  |  |  |  |  |  |  |  |  |  |  |  |  |  |  |
|  |                                           |  |  |  |  |  |  |  |  |  |  |  |  |  |  |  |
|  |                                           |  |  |  |  |  |  |  |  |  |  |  |  |  |  |  |
|  | 7. Elizabeth Boleyn, grofica Wiltshireška |  |  |  |  |  |  |  |  |  |  |  |  |  |  |  |
|  |                                           |  |  |  |  |  |  |  |  |  |  |  |  |  |  |  |
|  |                                           |  |  |  |  |  |  |  |  |  |  |  |  |  |  |  |
|  | 30. Frederick Tilney                      |  |  |  |  |  |  |  |  |  |  |  |  |  |  |  |
|  |                                           |  |  |  |  |  |  |  |  |  |  |  |  |  |  |  |
|  |                                           |  |  |  |  |  |  |  |  |  |  |  |  |  |  |  |
|  | 15. Elizabeta Tilney                      |  |  |  |  |  |  |  |  |  |  |  |  |  |  |  |
|  |                                           |  |  |  |  |  |  |  |  |  |  |  |  |  |  |  |
|  |                                           |  |  |  |  |  |  |  |  |  |  |  |  |  |  |  |
|  | 31. Elizabeth Cheney                      |  |  |  |  |  |  |  |  |  |  |  |  |  |  |  |
|  |                                           |  |  |  |  |  |  |  |  |  |  |  |  |  |  |  |
|  |                                           |  |  |  |  |  |  |  |  |  |  |  |  |  |  |  |